# Shanti Veronica Pereira
Shanti Veronica Pereira (ur. 20 czerwca 1996) – singapurska lekkoatletka, sprinterka.

## Osiągnięcia
| Rok  | Impreza                               | Miejsce        | Konkurencja        | Lokata     | Wynik   |
| ---- | ------------------------------------- | -------------- | ------------------ | ---------- | ------- |
| 2012 | Mistrzostwa Azji juniorów             | Kolombo        | bieg na 100 m      | 5. miejsce | 12,21   |
| 2012 | Mistrzostwa Azji juniorów             | Kolombo        | bieg na 200 m      | 3. miejsce | 25,09   |
| 2013 | Mistrzostwa świata juniorów młodszych | Donieck        | bieg na 100 m      | półinał    | 11,96   |
| 2013 | Mistrzostwa świata juniorów młodszych | Donieck        | bieg na 200 m      | półfinał   | 24,76   |
| 2014 | Halowe mistrzostwa Azji               | Hangzhou       | bieg na 60 m       | 7. miejsce | 7,61    |
| 2014 | Mistrzostwa Azji juniorów             | Tajpej         | bieg na 100 m      | 3. miejsce | 11,79   |
| 2014 | Mistrzostwa Azji juniorów             | Tajpej         | bieg na 200 m      | 3. miejsce | 23,99   |
| 2014 | Mistrzostwa Azji juniorów             | Tajpej         | sztafeta 4 × 100 m | 5. miejsce | 46,78   |
| 2014 | Mistrzostwa świata juniorów           | Eugene         | bieg na 200 m      | półfinał   | 24,24   |
| 2014 | Igrzyska Wspólnoty Narodów            | Glasgow        | bieg na 200 m      | półfinał   | 24,29   |
| 2014 | Igrzyska Wspólnoty Narodów            | Glasgow        | sztafeta 4 × 100 m | eliminacje | 46,84   |
| 2014 | Igrzyska azjatyckie                   | Inczon         | bieg na 100 m      | eliminacje | 12,02   |
| 2014 | Igrzyska azjatyckie                   | Inczon         | sztafeta 4 × 400 m | 8. miejsce | 3:49,97 |
| 2015 | Igrzyska Azji Południowo-Wschodniej   | Singapur       | bieg na 100 m      | 3. miejsce | 11,88   |
| 2015 | Igrzyska Azji Południowo-Wschodniej   | Singapur       | bieg na 200 m      | 1. miejsce | 23,60   |
| 2015 | Mistrzostwa świata                    | Pekin          | bieg na 200 m      | eliminacje | 24,22   |
| 2017 | Mistrzostwa Azji                      | Bhubaneswar    | bieg na 200 m      | 7. miejsce | 23,80   |
| 2017 | Mistrzostwa Azji                      | Bhubaneswar    | sztafeta 4 × 100 m | 7. miejsce | 45,97   |
| 2017 | Igrzyska Azji Południowo-Wschodniej   | Kuala Lumpur   | bieg na 100 m      | 3. miejsce | 11,76   |
| 2017 | Igrzyska Azji Południowo-Wschodniej   | Kuala Lumpur   | bieg na 200 m      | 3. miejsce | 23,68   |
| 2018 | Igrzyska azjatyckie                   | Dżakarta       | bieg na 100 m      | eliminacje | 12,01   |
| 2018 | Igrzyska azjatyckie                   | Dżakarta       | bieg na 200 m      | półfinał   | 24,33   |
| 2018 | Igrzyska azjatyckie                   | Dżakarta       | sztafeta 4 × 100 m | eliminacje | 45,93   |
| 2019 | Mistrzostwa Azji                      | Doha           | bieg na 100 m      | półfinał   | 11,71   |
| 2019 | Mistrzostwa Azji                      | Doha           | bieg na 200 m      | półfinał   | 23,96   |
| 2019 | Mistrzostwa Azji                      | Doha           | sztafeta 4 × 100 m | 7. miejsce | 45,78   |
| 2019 | Uniwersjada                           | Neapol         | bieg na 100 m      | półfinał   | 11,73   |
| 2019 | Uniwersjada                           | Neapol         | bieg na 200 m      | półfinał   | 23,78   |
| 2019 | Mistrzostwa świata                    | Doha           | bieg na 200 m      | eliminacje | 24,00   |
| 2019 | Igrzyska Azji Południowo-Wschodniej   | New Clark City | bieg na 100 m      | 3. miejsce | 11,66   |
| 2019 | Igrzyska Azji Południowo-Wschodniej   | New Clark City | bieg na 200 m      | 3. miejsce | 23,77   |
| 2019 | Igrzyska Azji Południowo-Wschodniej   | New Clark City | sztafeta 4 × 100 m | 6. miejsce | 45,37   |
| 2021 | Igrzyska olimpijskie                  | Tokio          | bieg na 200 m      | eliminacje | 23,96   |
| 2022 | Igrzyska Azji Południowo-Wschodniej   | Hanoi          | bieg na 100 m      | 2. miejsce | 11,62   |
| 2022 | Igrzyska Azji Południowo-Wschodniej   | Hanoi          | bieg na 200 m      | 1. miejsce | 23,52   |
| 2022 | Mistrzostwa świata                    | Eugene         | bieg na 200 m      | eliminacje | 23,53   |
| 2022 | Igrzyska Wspólnoty Narodów            | Birmingham     | bieg na 100 m      | półfinał   | 11,57   |
| 2022 | Igrzyska Wspólnoty Narodów            | Birmingham     | bieg na 200 m      | półfinał   | 23,46   |
| 2022 | Igrzyska Wspólnoty Narodów            | Birmingham     | sztafeta 4 × 100 m | eliminacje | 45,58   |
| 2023 | Mistrzostwa Azji                      | Bangkok        | bieg na 100 m      | 1. miejsce | 11,20   |
| 2023 | Mistrzostwa Azji                      | Bangkok        | bieg na 200 m      | 1. miejsce | 22,70   |
| 2023 | Mistrzostwa Azji                      | Bangkok        | sztafeta 4 × 100 m | 6. miejsce | 45,60   |
| 2023 | Mistrzostwa świata                    | Budapeszt      | bieg na 100 m      | eliminacje | 11,33   |
| 2023 | Mistrzostwa świata                    | Budapeszt      | bieg na 200 m      | półfinał   | 22,79   |
| 2023 | Igrzyska azjatyckie                   | Hangzhou       | bieg na 100 m      | 2. miejsce | 11,27   |
| 2023 | Igrzyska azjatyckie                   | Hangzhou       | bieg na 200 m      | 1. miejsce | 23,03   |
| 2023 | Igrzyska azjatyckie                   | Hangzhou       | sztafeta 4 × 100 m | 5. miejsce | 45,34   |
| 2024 | Igrzyska olimpijskie                  | Paryż          | bieg na 100 m      | eliminacje | 11,63   |
| 2024 | Igrzyska olimpijskie                  | Paryż          | bieg na 200 m      | repasaże   | 23,45   |
| 2025 | Mistrzostwa Azji                      | Gumi           | bieg na 100 m      | 2. miejsce | 11,41   |
| 2025 | Mistrzostwa Azji                      | Gumi           | bieg na 200 m      | 2. miejsce | 22,98   |
| 2025 | Mistrzostwa Azji                      | Gumi           | sztafeta 4 × 100 m | 5. miejsce | 44,66   |

## Rekordy życiowe
- Bieg na 60 metrów (hala) – 7,53 (2014) rekord Singapuru
- Bieg na 100 metrów – 11,20 (2023) rekord Singapuru / 11,19w (2023)
- Bieg na 200 metrów – 22,57 (2023) rekord Singapuru